# Бибулешти (Горж)
Бибулешти (рум. Bibulești) насеље је у Румунији у округу Горж у општини Данчулешти. Oпштина се налази на надморској висини од 317 m.

## Становништво
Према подацима из 2002. године у насељу је живело 409 становника, од којих су сви румунске националности.